# Selezioni giovanili della nazionale femminile di pallacanestro della Slovacchia
Le selezioni giovanili della nazionale di pallacanestro femminile della Slovacchia, sono state gestite dalla Federazione cestistica della Slovacchia e partecipavano ai tornei cestistici internazionali femminili per squadre nazionali, limitatamente a specifiche classi d'età.

## Under-20
Rappresenta le migliori giocatrici di nazionalità slovacca di età non superiore ai 20 anni. Partecipa a tutte le manifestazioni internazionali giovanili di pallacanestro per nazioni gestite dalla FIBA.

### Partecipazioni
FIBA EuroBasket Under-20
- 2000 - 8°
- 2002 - 9°
- 2004 - 7°
- 2011 - 13°
- 2012 - 12°

- 2013 - 7°
- 2014 - 8°
- 2015 - 8°
- 2016 - 15°
- 2018 - 15°

## Under-19
Rappresenta le migliori giocatrici di nazionalità slovacca di età non superiore ai 19 anni. Partecipa a tutte le manifestazioni internazionali giovanili di pallacanestro per nazioni gestite dalla FIBA.

### Partecipazioni
Mondiali Under-19
- 1997 -  3°
- 2007 - 6°

 Slovacchia under 19 - Campionato mondiale femminile di pallacanestro Under-19 19974 Dubovcová, 5 Sabová, 6 Vasiľová, 7 Žirková, 8 Safaritová, 9 Frniaková, 10 Gandžalová, 11 Bašková, 12 Janoštinová, 13 Slezáková, 14 Hostýnová, 15 Kováčová,        All. -
 Slovacchia under 19 - Campionato mondiale femminile di pallacanestro Under-19 20074 Kandráčová, 5 Kovaľová, 6 Slimáková, 7 Zmeková, 8 Tetemondová, 9 Minčíková, 10 Palušná, 11 Beňušková, 12 Moravčíková, 13 Magušková, 14 Pindrochová, 15 Krč-Turbová,        All. -

## Under-18
Rappresenta le migliori giocatrici di nazionalità slovacca di età non superiore ai 18 anni. Partecipa a tutte le manifestazioni internazionali giovanili di pallacanestro per nazioni gestite dalla FIBA.
Nel corso degli anni questa selezione ha subito alcuni cambiamenti nel nome, dovuti agli adeguamenti nelle normative della FIBA in fatto di classificazione delle categorie giovanili.
Agli inizi la denominazione originaria era Nazionale Cadette, in quanto la FIBA classificava le fasce di età dai 16 ai 18 anni con la denominazione "cadette". Dal 2000, la FIBA ha modificato il tutto, equiparando sotto la dicitura under 18, sia denominazione che fasce di età. Da allora la selezione ha preso il nome attuale.
Fino al 1992, le atlete slovacche, hanno militato nella nazionale di categoria cecoslovacca.

### Partecipazioni
Division A
- 1994 - 6°
- 1996 -  2°
- 1998 -  2°
- 2000 - 12°
- 2002 - 4°

- 2004 - 11°
- 2005 - 8°
- 2006 - 13°
- 2007 - 9°
- 2008 - 7°

- 2009 - 14°
- 2010 - 9°
- 2011 - 14°
- 2012 - 9°
- 2013 - 14°

- 2016 - 15°

Division B
- 2015 -  1°
- 2017 - 12°
- 2018 - 14°
- 2019 - 10°
- 2022 - 4°

- 2023 - 5°

## Under-17
Rappresenta le migliori giocatrici di nazionalità slovacca di età non superiore ai 17 anni. Partecipa a tutte le manifestazioni internazionali giovanili di pallacanestro per nazioni gestite dalla FIBA.

### Partecipazioni
Mondiali Under-17
- 2014 - 15°

## Under-16
Rappresenta le migliori giocatrici di nazionalità slovacca di età non superiore ai 16 anni. Partecipa a tutte le manifestazioni internazionali giovanili di pallacanestro per nazioni gestite dalla FIBA.
Nel corso degli anni questa selezione ha subito alcuni cambiamenti nel nome, dovuti agli adeguamenti nelle normative della FIBA in fatto di classificazione delle categorie giovanili.
Agli inizi la denominazione originaria era Nazionale Allieve, in quanto la FIBA classificava le fasce di età dai 16 ai 18 anni con la denominazione "allieve". Dal 2000, la FIBA ha modificato il tutto, equiparando sotto la dicitura under 18, sia denominazione che fasce di età. Da allora la selezione ha preso il nome attuale.
Fino al 1992, le atlete slovacche hanno militato nella nazionale di categoria cecoslovacca.

### Partecipazioni
Division A
- 1993 - 4°
- 1995 - 10°
- 1999 - 5°
- 2001 - 6°
- 2004 - 15°

- 2006 - 10°
- 2007 - 16°
- 2011 - 11°
- 2012 - 8°
- 2013 - 10°

- 2014 - 12°
- 2015 - 13°
- 2016 - 16°

Division B
- 2005 -  1°
- 2008 - 5°
- 2009 -  3°
- 2010 -  2°
- 2017 - 16°

- 2018 - 13°
- 2019 - 10°
- 2022 - 6°
- 2023 - 9°